# Cihonje
Cihonje is een bestuurslaag in het regentschap Banyumas van de provincie Midden-Java, Indonesië. Cihonje telt 6828 inwoners (volkstelling 2010).